# Crises
Crises — восьмой студийный альбом английского музыканта Майка Олдфилда, вышедший в 1983 году. 

## Об альбоме
Основа Crises — одноимённая двадцатиминутная композиция. Здесь записаны разнообразные сочетания инструментов, в некоторых моментах Олдфилд сам исполняет вокальные партии. Так же на альбоме есть такие хиты как «Moonlight Shadow» с вокалом певицы Мэгги Рейли, и «Shadow on the Wall».

## Список композиций

### Британская версия

#### Сторона А
1. «Crises» (Олдфилд) — 20:40

#### Сторона Б
1. «Moonlight Shadow» (Олдфилд) — 3:34 (вокал Мэгги Рейли)
2. «In High Places» (Олдфилд; Джон Андерсон) — 3:33 (вокал Джона Андерсона)
3. «Foreign Affair» (Олдфилд; Мэгги Рейли) — 3:53 (вокал Мэгги Рейли)
4. «Taurus 3» (Олдфилд) — 2:25
5. «Shadow on the Wall» (Олдфилд) — 3:09 (вокал Роджера Чепмэна)

### Североамериканская версия

#### Сторона А
1. «Mistake» (вокал Мэгги Рейли)
2. «In High Places»
3. «Foreigh Affair»
4. «Taurus 3»
5. «Shadow on the Wall»
6. «Moonlight Shadow»

#### Сторона Б
1. «Crises»

## Участники Записи
- Майк Олдфилд — акустическая гитара, банджо, бас-гитара, электрическая гитара, Fairlight CMI, фарфиза-орган, Prophet 5 synthesizer, арфа, мандолина, Oberheim DMX, DSX, и OBXa, перкуссия, пианино, Roland Strings, испанская гитара и вокал.
- Джон Андерсон — вокал.
- Роджер Чепмэн — вокал.
- Мэгги Рейли — вокал.
- Энтони Глин — гитара.
- Рик Фенн — гитара.
- Саймон Филлипс — ударные, перкуссия, эффекты.
- Фил Спэлдинг — бас-гитара.